# Chaetodipus artus
Chaetodipus artus је врста из реда глодара и породице Heteromyidae.

## Распрострањење
Ареал врсте је ограничен на једну државу. Мексико је једино познато природно станиште врсте.

## Станиште
Станиште врсте су планине.

## Угроженост
Ова врста је наведена као последња брига, јер има широко распрострањење и честа је врста.